# NGC 6522
NGC 6522 is een bolvormige sterrenhoop in het sterrenbeeld Boogschutter. Het hemelobject werd op 24 juni 1784 ontdekt door de Duits-Britse astronoom William Herschel.

## Synoniemen
- GCL 82
- ESO 456-SC43